# Helicoma stigmateum
Helicoma stigmateum är en svampart som först beskrevs av Reiss, och fick sitt nu gällande namn av Linder 1929. Helicoma stigmateum ingår i släktet Helicoma och familjen Tubeufiaceae.   Inga underarter finns listade i Catalogue of Life.